# Шамборський Віктор Корнійович
Віктор Корнійович Шамборський (13 березня 1920, село Нововасилівка, тепер Єланецького району Миколаївської області — ?) — український радянський діяч, голова Державного комітету УРСР по цінах. Депутат Верховної Ради УРСР 10—11-го скликань.

## Біографія
У 1938—1941 роках — токар Миколаївського заводу «Дормашина»; співробітник в системі державних трудових ощадних кас.
У 1941—1942 роках — у Червоній армії. Учасник німецько-радянської війни.
Член ВКП(б) з 1943 року.
У 1942—1955 роках — завідувач районної ощадкаси в Чкаловській області РРФСР; завідувач районного фінансового відділу у Волинській області; завідувач Мозирського міського фінансового відділу Білоруської РСР; заступник завідувача Поліського обласного фінансового відділу Білоруської РСР.
Освіта вища. Закінчив Ленінградську фінансову академію.
У 1955—1966 роках — заступник завідувача Ворошиловградського обласного фінансового відділу; завідувач Станіславського обласного фінансового відділу; завідувач Черкаського обласного фінансового відділу.
У жовтні 1966—1975 роках — заступник міністра фінансів Української РСР.
У 1975 — 10 квітня 1987 року — голова Державного комітету Української РСР по цінах.
З квітня 1987 року — на пенсії в місті Києві.

## Нагороди
- орден Вітчизняної війни 2-го ст. (1985)
- орден «Знак Пошани» (7.04.1976)
- ордени
- медалі
- Почесна грамота Президії Верховної Ради Української РСР (12.03.1970)
- Заслужений економіст Української РСР (12.03.1980)